# Préaux-Saint-Sébastien
Préaux-Saint-Sébastien település Franciaországban, Calvados megyében. Lakosainak száma 37 fő (2018. január 1.). Préaux-Saint-Sébastien Cernay, Cerqueux, Meulles és Notre-Dame-de-Courson községekkel határos.

## Népesség
A település népességének változása:
| Lakosok száma | 77   | 65   | 60   | 46   | 44   | 37   | 36   | 38   | 37   | 37   |
|               | 1962 | 1968 | 1982 | 1990 | 1999 | 2008 | 2011 | 2013 | 2017 | 2018 |